# Aritomo Gotō
Aritomo Gotō (五藤 存知 ,Gotō Aritomo, 23 de enero de 1888 - 12 de octubre de 1942) fue un almirante en la Armada Imperial Japonesa durante la Segunda Guerra Mundial.

## Biografía

### Comienzos en su carrera
Gotō nació en la prefectura de Ibaraki en 1888. Se graduó de la 38.º promoción de la Academia Naval Imperial Japonesa en 1910, se alineó como el 30.º de su clase de 149 cadetes. Como guardiamarina desempeñó sus servicios en el crucero Kasagi y en el acorazado Satsuma. Después de ser comisionado como insignia en 1911 lo asignaron al Iwami, seguido por el buque nodriza de submarinos Toyohashi.
Después de su promoción a alférez de fragata en 1913, Gotō sirvió en el destructor Murakumo. Durante la Primera Guerra Mundial lo enviaron al Pacífico Sur para servir en un puesto avanzado de radio y más adelante como tripulante en el crucero Chikuma. Después de su promoción a teniente de navío en 1917, desempeñó servicios en el crucero de batalla Kongō, en el destructor Tanikaze y el crucero Yakumo.
Como capitán de corbeta a partir de 1923, Gotō comandó los destructores Tsuta, Urakaze, Numakaze, Nokaze, Uzuki, y Nadakaze. Después de su promoción al rango de capitán de fragata en 1928, él comandó sucesivamente los destructores Uranami y Matsukaze, pasando a mandar posteriormente los  grupos de destructores 27 y 5.
Gotō fue promovido a capitán de navío el 15 de noviembre de 1933. Lo asignaron como comandante del grupo de destructores 10, seguido por el puesto de capitán de los cruceros Naka, Atago, Chōkai, y los acorazados Mutsu y Yamashiro.
Gotō se convirtió en contraalmirante el 15 de noviembre de 1939 y se le otorgó el cargo de comandante de la División de cruceros 2. El 10 de septiembre de 1941 fue promovido al comando de la División de cruceros 6 (CruDiv6), en la cual consistían cuatro cruceros pesados: el Aoba (buque insignia de Gotō), el Furutaka, el Kinugasa, y el Kako.

### Segunda Guerra Mundial
El 23 de diciembre de 1941, CruDiv6 apoyó el segundo asalto en la isla Wake con el que las tropas japonesas pudieron  capturar la isla después de la intensa Batalla de la Isla Wake. En mayo de 1942, desde el CruDiv6, Gotō comandó un elemento del "Main Body Support Force" proporcionando cobertura, junto con el portaaviones ligero Shōhō, para la ofensiva de la Operación Mo, incluyendo desembarcos en Tulagi y un asalto frustrado en Port Moresby, Nueva Guinea que dio lugar a la Batalla del Mar del Coral. Durante la batalla, los aviones de los Estados Unidos atacaron y hundieron el Shōhō, con los cruceros de Gotō situados demasiado lejos para proporcionar una protección antiaérea al portaaviones.
Operando desde Kavieng en Nueva Irlanda, y Rabaul en Nueva Bretaña, el CruDiv6 de Gotō apoyó operaciones navales japonesas durante los primeros meses de la campaña de Guadalcanal. El CruDiv6, con otros buques de guerra japoneses y bajo comando total de Gunichi Mikawa, participó en la Batalla de la Isla de Savo el 8 de agosto de 1942 dando por resultado el hundimiento de cuatro cruceros aliados. Sin embargo, en el viaje de vuelta a Kavieng, el Kako fue torpedeado y hundido. El 11 de octubre de 1942, los tres cruceros restantes del CruDiv6 se acercaron a Guadalcanal en la noche para bombardear la base aérea aliada en el Campo Henderson y también para apoyar una importante misión de abastecimiento del “Tokio Express” que tendría lugar esa misma noche. La fuerza de Gotō fue sorprendida por una fuerza de cruceros y de destructores norteamericanos bajo comando del contraalmirante Norman Scott de los Estados Unidos. En la resultante batalla de Cabo Esperanza, Gotō fue mortalmente herido mientras se encontraba a bordo del Aoba y después falleció a raíz de esto el 12 de octubre de 1942.